# Thalictrum nelsonii
Thalictrum nelsonii är en ranunkelväxtart som beskrevs av B. Boiv.. Thalictrum nelsonii ingår i släktet rutor, och familjen ranunkelväxter. Inga underarter finns listade i Catalogue of Life.